# Parlement de Galice
XIIe législature
Pazo du Hórreo
Le Parlement de Galice (en espagnol et en galicien : Parlamento de Galicia) est l'organe dépositaire du pouvoir législatif et chargé de représenter la population dans la communauté autonome de Galice.
Fondé lors de la transition démocratique en Espagne, les premières élections ont eu lieu en 1981.
Le Parlement est composé de 75 députés élus au suffrage universel direct, ceux-ci représentent les quatre provinces de La Corogne, Lugo, Orense et Pontevedra. Il siège à Saint-Jacques-de-Compostelle.
L'actuel président du Parlement est le conservateur Miguel Ángel Santalices.

## Fonctions
Le parlement exerce le pouvoir législatif en Galice. Il a notamment pour rôle la désignation en son sein du président du gouvernement autonome, la Junte de Galice (en galicien : Xunta de Galicia).

## Historique des législatures
- Ire législature du 12 décembre 1981 jusqu'au 20 octobre 1985, président : Antonío Rosón Perez[2] ;
- IIe législature du 17 décembre 1985 jusqu'au 24 octobre 1989, présidents : Antonío Rosón Perez et Tomás Pérez Vidal à partir du 13 mai 1986[3].